# Trelleborgs FF
Trelleborg fodboldforening, (TFF), er en skånsk fodboldklub fra byen Trelleborg, stiftet i 1926. Klubben har spillet 18 sæsoner i den bedste svenske række Allsvenskan, og nåede sin største succes i 1994, da det lykkedes dem at slå de engelske ligamestre Blackburn ud af UEFA Cup , og var tæt på at slå ud Lazio. 
I 2020 spiller man i den næstbedste række Superettan.
Trelleborg er desværre, på trods af temmelig god succes på banen, aldrig blevet en fodboldby, eller kunnet tiltrække tilskuere som de sydvestskånske konkurrenter Malmø FF eller Malmø-Kammeraterne. Selv mod Blackburn eller Lazio i 1994 formåede TFF ikke at tiltrække over 4.000 tilskuere.  
Spillerdragten er blå bluser og hvide bukser, hvilket er måske en smule bemærkelsesværdigt, da ærkerivalerne Trelleborg-Kammeraterne, også med mange sæsoner i den næstbedste række, spiller i blå-hvide farver.
Klubben havde i en kort overgang i 2001 Ole Mørk som cheftræner.